# Cal baroc
Calul baroc este o grupă de cai cu o constituție care se aseamănă cu cea a cailor tipici pentru epoca barocă europeană, respectiv care descinde direct din aceștia.
Este un cal mai mic de 150-160 cm înălțime și cu spate scurt. 
Este calul folosit pentru dresaj la Înalta școală de călărie.

## Rase care aparțin de categorie
- Andaluz
- Lusitano
- Lipițan
- Kladruber
- Knabstrupper
- Frizon
- Berber
- Menorchin
- Frederiksborg
- Genette
- Murgese
- Alter Real
- Napolitan (dispărut)